# Andant
Andant es una localidad del centro-oeste de la provincia de Buenos Aires situada en el partido de Daireaux, Argentina.
Se encuentra a 55 km de la ciudad de Daireaux.

## Historia
El 1 de octubre de 1904 se funda la estación Andant del Ferrocarril Midland.
El 24 de enero de 1911, Jorge Andant dona tierras para crear el pueblo. El mismo año se inaugura la estación. El Sr. Jorge Andant y la Sra. Marie Basselart de Andant donan material y un terreno para la creación de una escuela primaria. Pero más tarde, se anegan los campos de todo el partido por las lluvias caídas.
El 15 de marzo de 1915 se crea la escuela N.º 4 en Andant, su primera directora fue Luisa Fornié.
En 1956, el Ferrocarril Midland cambia su denominación por la de Ferrocarril General Belgrano, hasta que en 1976 cesa sus servicios. Un año más tarde se funda el Club Social y Deportivo "Los Amigos".
En 1980, comienzan las obras de electrificación rural, y en 1988 se crea el jardín de infantes Nº906.

## Población
Cuenta con 42 habitantes (Indec, 2010), lo que representa un incremento del 5% frente a los 40 habitantes (Indec, 2001) del censo anterior.
| Gráfica de evolución demográfica de Andant entre 1991 y 2010 |
|                                                              |
| Fuente: Censos nacionales del INDEC                          |